# Kabinett Sikkar
Die Exilregierung der Republik Estland unter Ministerpräsident Johannes Sikkar („Kabinett Sikkar“) amtierte vom 12. Januar 1953 bis zum 22. August 1960. Sie war nach amtlicher Zählung die 29. Regierung der Republik Estland seit Ausrufung der staatlichen Unabhängigkeit 1918 und die erste estnische Exilregierung nach der Besetzung der Estlands durch die Sowjetunion 1944. Sie blieb 2780 Tage im Amt.

## Bildung
Im geheimen Zusatzprotokoll zum deutsch-sowjetischen Nichtangriffspakt („Hitler-Stalin-Pakt“) vom 23. August 1939 teilten das nationalsozialistische Deutschland und die Sowjetunion Osteuropa in Interessenssphären auf. Estland fiel dabei der sowjetischen Interessenssphäre zu. Mitte Juni 1940 besetzte die Rote Armee das Land. Im Juli 1940 deportierten die neuen stalinistischen Machthaber Staatspräsident Konstantin Päts und seine Familie ins Innere der Sowjetunion; Päts verbrachte sein restliches Leben in sowjetischen Irrenanstalten.
Da Staatspräsident Konstantin Päts damit an der Ausübung seines Amtes gehindert war, übernahm nach Artikel 46 der estnischen Verfassung von 1938 und dem „Gesetz über die Vertretung des Staatspräsidenten“ (Vabariigi Presidendi asetäitmise seadus) geschäftsführend der estnische Ministerpräsident die Vertretung des Staatspräsidenten. Diese Aufgabe fiel Ministerpräsident Jüri Uluots zu, der sein Amt am 31. Oktober 1939 angetreten hatte.
Am 18. September 1944, in den letzten Tagen der nationalsozialistischen Besetzung Estlands und dem Rückzug der deutschen Truppen, ernannte Uluots den estnischen Politiker Otto Tief zum geschäftsführenden Ministerpräsidenten und setzte eine neue Regierung ein. Sie blieb jedoch aufgrund der militärischen Verhältnisse nur wenige Tage im Amt und konnte aufgrund der vollständigen Besetzung des Landes durch die Rote Armee lediglich eine symbolische Wirkung entfalten. Ministerpräsident Tief wurde am 10. Oktober 1944 von den vorrückenden sowjetischen Truppen verhaftet und zu zehn Jahren Arbeitslager verurteilt.
Dem bereits schwer krebskranken Uluots gelang die Flucht über die Ostsee ins schwedische Exil. Nach Uluots' Tod am 9. Januar 1945 übernahm nach den Vorschriften der geltenden Verfassung von 1938 der erfahrene sozialdemokratische Politiker August Rei geschäftsführend das Amt des Staatspräsidenten. Rei, der im Kabinett Tief das Amt des Außenministers wahrgenommen hatte, war ebenfalls nach Schweden geflohen und lebte dort bis zu seinem Tod am 29. März 1963 im Exil.
August Rei ernannte Anfang 1953 am Sitz der Exilregierung im norwegischen Oslo den estnischen Wirtschaftswissenschaftler Johannes Sikkar (1897–1960) zum estnischen Exil-Ministerpräsidenten. Sikkar und sein Kabinett traten am 12. Januar 1953 ihr Amt an. Im September 1956 kam es zu einer größeren Kabinettsumbildung.
Nach Johannes Sikkars Tod am 22. August 1960 in Stockholm wurde zunächst Tõnis Kint geschäftsführender estnischer Ministerpräsident. Am 1. Januar 1963 bildete der bisherige Exil-Außenminister Aleksander Warma ein neues Kabinett.

## Kabinettsmitglieder
| Ressort                                                          | Name             | Amtszeit                             |
| ---------------------------------------------------------------- | ---------------- | ------------------------------------ |
| Geschäftsführender Ministerpräsident im Exil                     | Johannes Sikkar  | 12. Januar 1953 – 22. August 1960    |
| Geschäftsführender Ministerpräsident im Exil                     | Tõnis Kint       | 22. August 1960 – 1. Januar 1962     |
| Innenminister im Exil                                            | Johannes Sikkar  | 12. Januar 1953 – 22. August 1960    |
| Minister im Exil [Amt nicht angetreten]                          | Eduard Leetmaa   | 31. Januar 1959 – 1. Januar 1962     |
| Minister im Exil                                                 | Peeter Panksep   | 10. September 1956 – 1. Januar 1962  |
| Außenminister im Exil                                            | Aleksander Warma | 12. Januar 1953 – 1. Januar 1962     |
| Geschäftsführender Gerichtsminister im Exil                      | Aleksander Warma | 12. Januar 1953 – 1. Januar 1962     |
| Wirtschaftsminister im Exil                                      | Mihkel Truusööt  | 12. Januar 1953 – 10. September 1956 |
| Wirtschaftsminister im Exil                                      | Oskar Lõvi       | 10. September 1956 – 1. Januar 1962  |
| Minister im Exil                                                 | Aksel Mark       | 10. September 1956 – 1. Januar 1962  |
| Geschäftsführender Verkehrsminister im Exil                      | Mihkel Truusööt  | 12. Januar 1953 – 10. September 1956 |
| Minister im Exil                                                 | Arvo Horm        | 10. September 1956 – 1. Januar 1962  |
| Landwirtschaftsminister im Exil                                  | Tõnis Kint       | 12. Januar 1953 – 1. Januar 1962     |
| Geschäftsführender Kriegsminister im Exil                        | Tõnis Kint       | 12. Januar 1953 – 1. Januar 1962     |
| Bildungsminister im Exil [Amt nicht angetreten]                  | Gustav Suits     | 12. Januar 1953 – 23. Mai 1956       |
| Geschäftsführender Sozialminister im Exil [Amt nicht angetreten] | Gustav Suits     | 12. Januar 1953 – 23. Mai 1956       |

## Politische Tätigkeit
Die meisten Mitglieder der Exilregierung wohnten in Schweden, das allerdings keine politische Tätigkeit der baltischen Flüchtlinge zuließ. Die Regierung nahm daher ihren offiziellen Sitz in Oslo im NATO-Land Norwegen.
Die Gründung einer estnischen Exilregierung fällt in die Endphase des Koreakrieges und die US-amerikanische Politik des Rollback. Die estnischen Exilanten hofften noch in den 1950er Jahren vergeblich auf eine Rückeroberung ihrer Heimat und die Vertreibung der sowjetischen Besatzungsmacht. Vor allem die sich verschärfende Blockkonfrontation zwischen den Vereinigten Staaten und der Sowjetunion gab dieser Hoffnung Nahrung, auch wenn Anfang der 1950er Jahre die letzten estnischen Widerstandsgruppen („Waldbrüder“) von den neuen sowjetischen Machthabern vernichtet wurden.
Die Bedeutung der Exilregierung lag hauptsächlich in der staatsrechtlichen Kontinuität der estnischen Regierungsorgane und der Fortführung der Tätigkeit der estnischen diplomatischen Vertretungen in den westlichen Staaten trotz der sowjetischen Besetzung des Landes. Die meisten westlichen Staaten gingen weiterhin vom völkerrechtlichen Fortbestehen der Republik Estland aus.